# Мајер (Минесота)
Мајер (енгл. Mayer) град је у америчкој савезној држави Минесота.

## Демографија
По попису из 2010. године број становника је 1.749, што је 1.195 (215,7%) становника више него 2000. године.
| Група             | 2000.       | 2010.         |
| Белци             | 541 (97,7%) | 1.651 (94,4%) |
| Афроамериканци    | 0 (0,0%)    | 20 (1,1%)     |
| Азијати           | 5 (0,9%)    | 30 (1,7%)     |
| Хиспаноамериканци | 12 (2,2%)   | 22 (1,3%)     |
| Укупно            | 554         | 1.749         |